# Love Letter (singel BoA)
Love Letter – dwudziesty trzeci japoński singel azjatyckiej piosenkarki BoA’y. Choć wydanie było planowane na 19 września 2007, został wydany 26 września. Datę wydania przesunięto z powodu premiery się w 19 września singla Ayumi Hamasaki – „talkin' 2 myself”. Piosenka „Love Letter” znajdująca się na płycie jest balladą.

## Lista utworów
- CD (pierwsza wersja)

1. „Love Letter”
2. „Diamond Heart”
3. „Beautiful Flowers”
4. „Love Letter” (Winter Acoustic Mix)
5. „Love Letter” (wersja instrumentalna)
6. „Diamond Heart” (wersja instrumentalna)
7. „Beautiful Flowers” (wersja instrumentalna)

- CD (druga wersja)

1. „Love Letter”
2. „Diamond Heart”
3. „Beautiful Flowers”
4. „Love Letter” (wersja instrumentalna)
5. „Diamond Heart” (wersja instrumentalna)
6. „Beautiful Flowers” (wersja instrumentalna)

- DVD

1. „Love Letter” (teledysk)